# Alfred Nijhuis
Alfred Nijhuis est un footballeur néerlandais né le 23 mars 1966.